# Nathan Beaulieu
Nathan Beaulieu (* 5. Dezember 1992 in Strathroy, Ontario) ist ein kanadischer Eishockeyspieler, der zuletzt bis zum Ende der Saison 2024/25 beim HC Nové Zámky aus der slowakischen Extraliga unter Vertrag gestanden hat. Zuvor war der Verteidiger unter anderem für die Canadiens de Montréal, Buffalo Sabres, Winnipeg Jets und Anaheim Ducks in der National Hockey League (NHL) aktiv.

## Karriere

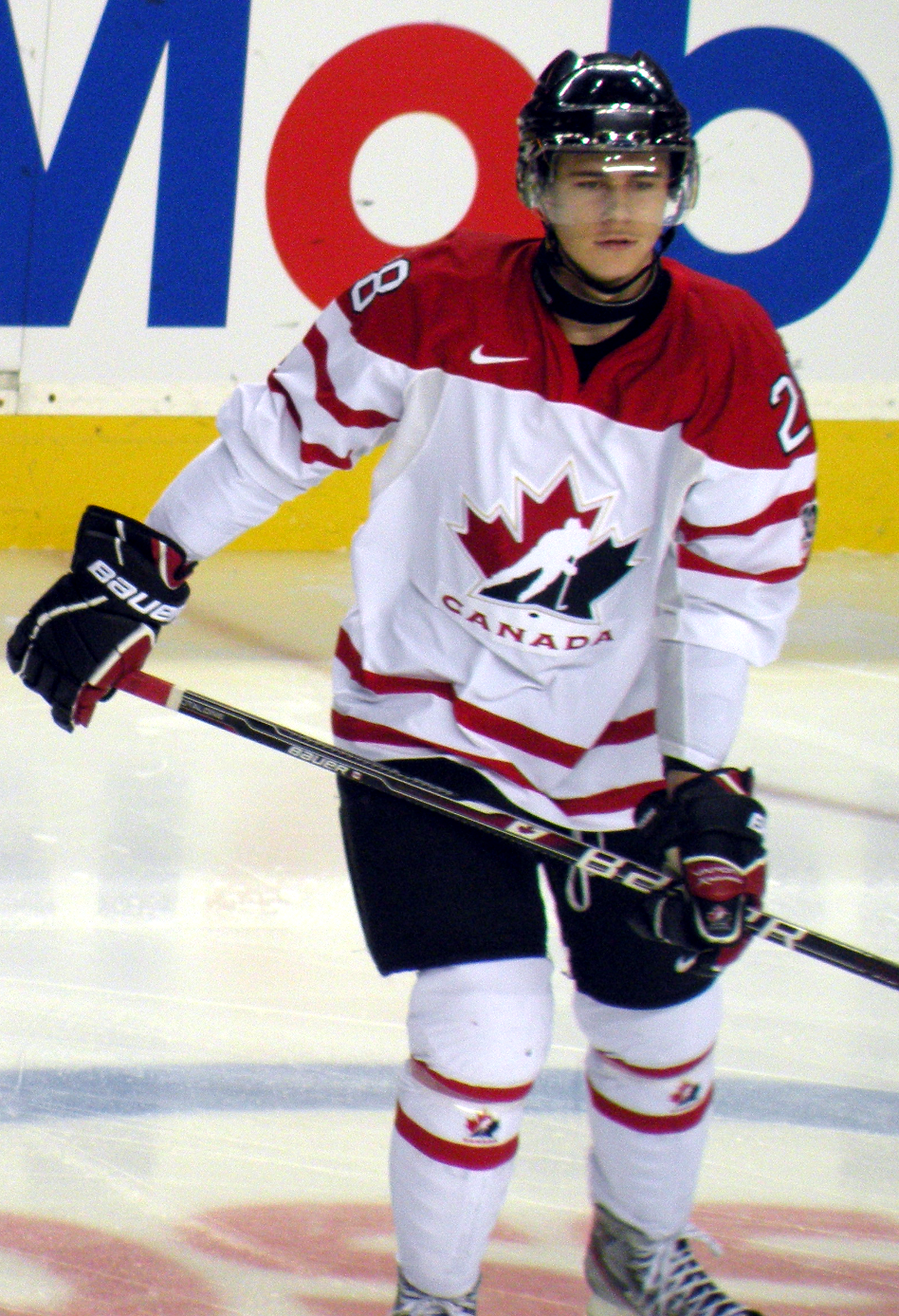
Beaulieu im Trikot der kanadischen U20-Nationalmannschaft (2012)

Beaulieu gehörte ab 2008 zum Kader der Saint John Sea Dogs, nachdem er von den Sea Dogs beim LHJMQ Midget Draft 2008 an 68. Stelle ausgewählt wurde. Danach ging der Verteidiger in der Ligue de hockey junior majeur du Québec (LHJMQ), einer der drei höchsten kanadischen Juniorenligen, aufs Eis. Seine bisher größten Erfolge feierte er in der Saison 2010/11, als er mit 45 Scorerpunkten punktbester Verteidiger seines Teams war und für die Trophée Michael Bossy nominiert wurde. Im gleichen Jahr gewann er mit den Saint John Sea Dogs den Memorial Cup, bei dem er anschließend ins All-Star-Team gewählt wurde. Beim NHL Entry Draft 2011 wurde Beaulieu an 17. Stelle von den Canadiens de Montréal aus der National Hockey League (NHL) gedraftet. In der folgenden Saison konnte er seine Punktausbeute noch einmal verbessern und war mit 52 Scorerpunkten erneut der erfolgreichste Verteidiger der Sea Dogs. Der Mannschaft gelang als bestes Team der regulären Saison auch in den Playoffs die Titelverteidigung in der LHJMQ und Beaulieu wurde ins Second All-Star Team der Liga gewählt.
Im Mai 2012 unterzeichnete Beaulieu einen Einstiegsvertrag über drei Jahre mit den Canadiens de Montréal. In der Saison 2012/13 spielt er somit bei den Hamilton Bulldogs, dem Farmteam der Canadiens in der American Hockey League (AHL). Im Frühjahr 2013 wurde er jedoch in den NHL-Kader berufen und kam so am 30. März zu seinem NHL-Debüt. Insgesamt stand er sechsmal für die Canadiens auf dem Eis und gab dabei zwei Vorlagen. In der Saison 2014/15 kam Beaulieu erstmals zu deutlich mehr Einsätzen in der NHL als bei den Bulldogs in der AHL und etablierte sich in der Folge im Aufgebot der Canadiens. Diesem gehörte er bis zum Ende der Spielzeit 2016/17 an, ehe er im Tausch für ein Drittrunden-Wahlrecht im NHL Entry Draft 2017 an die Buffalo Sabres abgegeben wurde.
Bei den Sabres verbrachte der Abwehrspieler fast zwei Jahre, ehe er im Februar 2019 für ein Sechstrunden-Wahlrecht im NHL Entry Draft 2019 an die Winnipeg Jets abgegeben wurde. Bei den Jets spielte er anschließend drei Jahre, bevor er im März 2022 zu den Pittsburgh Penguins transferiert wurde. Im Gegenzug hätten die Jets nur ein Siebtrunden-Wahlrecht im NHL Entry Draft 2022 erhalten, falls Pittsburgh das Stanley-Cup-Finale erreicht und Beaulieu dabei mindestens die Hälfte aller Partien absolviert hätte. Dies erfüllte sich nicht; Beaulieu bestritt bis zum Saisonende überhaupt keine Partie mehr für die Penguins. Im Rahmen der Vorbereitung auf die Spielzeit 2022/23 schloss der Verteidiger sich vorerst probeweise den Anaheim Ducks an, die ihn im Oktober 2022 schließlich mit einem festen Einjahresvertrag ausstatteten. Ebenso erhielt er im August 2023 einen Probevertrag bei den Carolina Hurricanes, nachdem er in Anaheim zuvor 52 Saisonspiele absolviert hatte. Da sich daraus zum Saisonstart kein festes Engagement ergab, schloss sich Beaulieu Anfang November dem EHC Kloten aus der Schweizer National League an. Dort wurde sein Vertrag im Februar 2024 vorzeitig aufgelöst.
Zur Saison 2024/25 wechselte der Kanadier zum kasachischen Hauptstadtklub Barys Astana in die Kontinentale Hockey-Liga (KHL). Dort wurde er Mitte Oktober 2024 nach lediglich acht Einsätzen gemeinsam mit Michael McLeod und Will Butcher entlassen. Im November schloss er sich daraufhin dem HC Nové Zámky aus der slowakischen Extraliga an. Er lief jedoch nicht für den Verein auf, der am Saisonende aus der Extraliga abstieg.

## Erfolge und Auszeichnungen
| - 2011 Teilnahme am CHL Top Prospects Game - 2011 Coupe-du-Président-Gewinn mit den Saint John Sea Dogs - 2011 Memorial-Cup-Gewinn mit den Saint John Sea Dogs | - 2011 Memorial Cup All-Star-Team - 2012 LHJMQ Second All-Star-Team - 2012 Coupe-du-Président-Gewinn mit den Saint John Sea Dogs |

### International
- 2012 Bronzemedaille bei der U20-Junioren-Weltmeisterschaft

## Karrierestatistik
Stand: Ende der Saison 2024/25

### International
Vertrat Kanada bei:
- World U-17 Hockey Challenge 2009
- U20-Junioren-Weltmeisterschaft 2012

(Legende zur Spielerstatistik: Sp oder GP = absolvierte Spiele; T oder G = erzielte Tore; V oder A = erzielte Assists; Pkt oder Pts = erzielte Scorerpunkte; SM oder PIM = erhaltene Strafminuten; +/− = Plus/Minus-Bilanz; PP = erzielte Überzahltore; SH = erzielte Unterzahltore; GW = erzielte Siegtore; 1 Play-downs/Relegation; Kursiv: Statistik nicht vollständig)